# Perry Motor
Die Perry Motor Company Ltd. war ein britischer Hersteller von Automobilen, der in Tyseley (Birmingham) ansässig war. Von 1913 bis 1916 stellte er Fahrzeuge mit dem Namen Perry her.

## Geschichte
Das Unternehmen wurde 1824 von James und Stephen Perry unter anderem Namen gegründet und stellte zunächst in einer Werkstatt in London Schreibstifte her. Später zog es nach Birmingham um und verlegte sich auf die Herstellung von Fahrrädern. Ende der 1890er-Jahre kam die Gesellschaft in finanzielle Schwierigkeiten und wurde von James William Bayliss aufgekauft, der Miteigentümer der Excelsior Motor Company war, die auch den Bayliss-Thomas-Wagen baute.

## Modelle
Ihr erstes Automobil, ein Dreiradfahrzeug, stellten sie 1899 her, dann kam ein Forecar (Automobil mit vorne angeordnetem Passagiersitz) 1903. Cecil Bayliss, der Sohn des Eigentümers, baute 1911 einen Kleinwagen mit 800 cm³-Motor, und daraus entwickelte man das erste in Serie gebaute Automobil von Perry.
Von 1913 bis 1915 stand der Mittelklassewagen 8 hp im Sortiment. Er war als Tourenwagen erhältlich.
Ein Ottomotor mit rund 900 cm³ Hubraum trieb die Fahrzeuge an. Der Radstand maß zwischen 2132 mm und 2284 mm, die Länge 3124 mm und die Breite 1422 mm. Das Leergewicht war mit 508 kg angegeben. Der Motor des Wagens war eine eigene Entwicklung. Es handelte sich dabei um einen Parallel-Twin, ein Zweizylinder-Reihenmotor, bei dem sich beide Kolben gleichzeitig auf und ab bewegen. Über ein Dreiganggetriebe und einen Schneckenantrieb wurden die Hinterräder angetrieben. Üblicherweise wurden die Wagen als offene Zweisitzer gebaut, es gab aber auch eine Version mit verlängertem Radstand und Schwiegermuttersitz. Hiervon entstanden etwa 800 Exemplare.
1914 wurde ein großer Pkw namens 11.9 hp eingeführt, der einen Vierzylinder-Reihenmotor mit 1795 cm³ Hubraum hatte. Es wurden Tourenwagen-Aufbauten mit zwei oder vier Sitzplätzen angeboten, die hauptsächlich von Mulliners in Birmingham gefertigt wurden. Die Länge betrug 4000 mm und die Breite 1575 mm bei einem Radstand von 2591 mm. 1914 entstanden bis zum Ausbruch des Ersten Weltkrieges etwa 300 Stück.
Nachfolger des Modells wurde der Bean 11.9 von Bean Cars.